# Pitomba-da-bahia
Pitomba-da-baía é o fruto da pitombeira-da-baía ou curuiri (Eugenia luschnathiana), árvore da família Myrtaceae. É um fruto pequeno, arredondado, com folhas tomentosas, comestível e muito saboroso, facilmente encontrado nos estados do Nordeste do Brasil. É colhida de janeiro a abril. Muito rica em vitamina C, não é usada em preparações culinárias; seu consumo é melhor ao natural.

## Etimologia
"Pitomba" provém do termo tupi pito'mba. "Baía" provém do topônimo "Bahia".